# Atzompa, Tulcingo
Atzompa är en ort i Mexiko.   Den ligger i kommunen Tulcingo och delstaten Puebla, i den sydöstra delen av landet, 170 km sydost om huvudstaden Mexico City. Atzompa ligger 1 075 meter över havet och antalet invånare är 319.
Terrängen runt Atzompa är kuperad norrut, men söderut är den platt. Runt Atzompa är det ganska glesbefolkat, med 30 invånare per kvadratkilometer. Närmaste större samhälle är Tulcingo de Valle, 6,4 km väster om Atzompa. I omgivningarna runt Atzompa växer huvudsakligen savannskog.